# Ryszard Zieliński (pisarz)
Ryszard Zieliński (ur. 3 kwietnia 1926 w Krakowie, zm. 6 maja 1994) – polski pisarz, redaktor, poseł na Sejm X kadencji.

## Życiorys

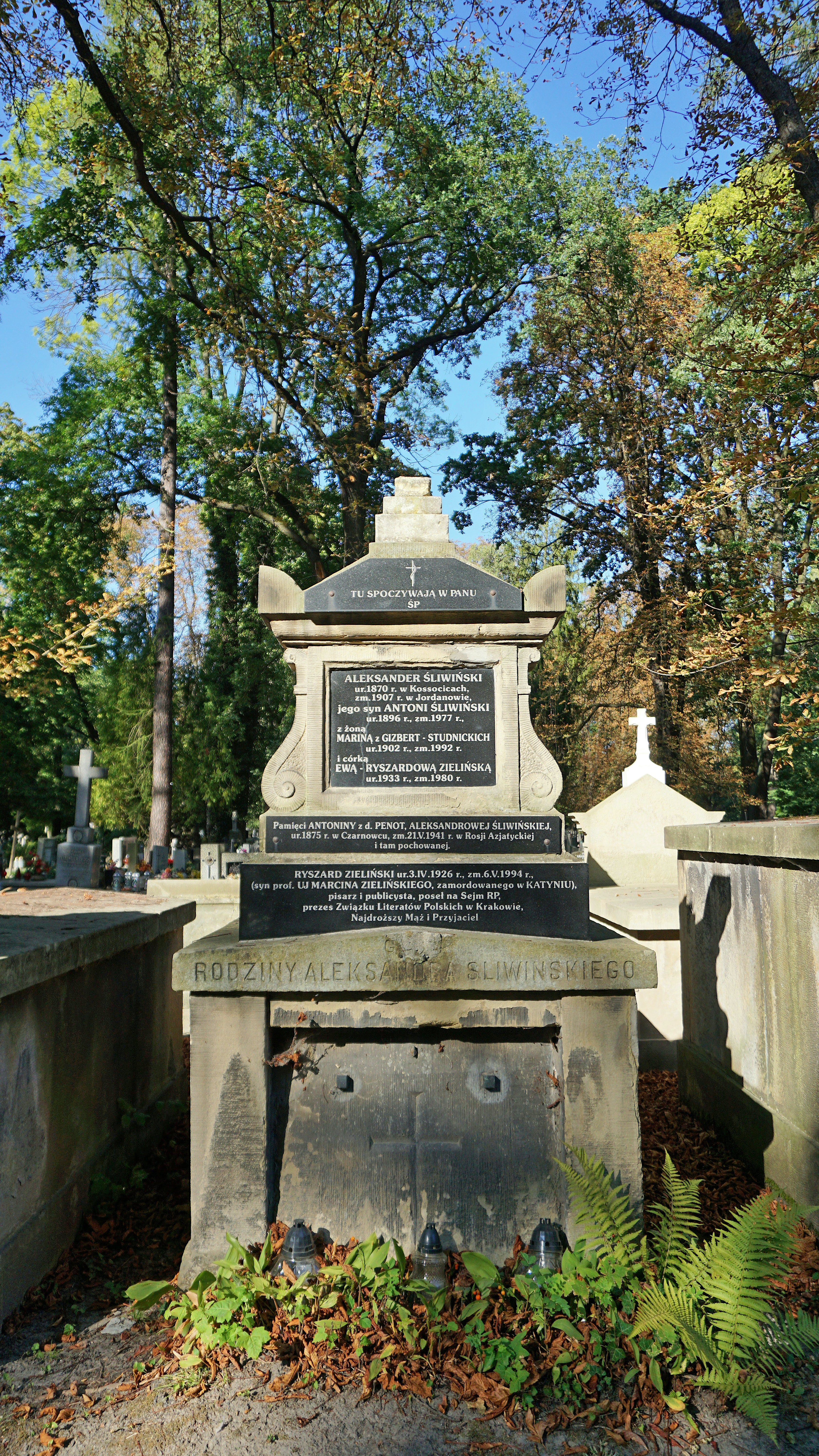
Grób Ryszarda Zielińskiego na cmentarzu Rakowickim

Syn Marcina Karola Zielińskiego i Blanki z domu Bieńkowskiej. Uzyskał absolutorium w 1952 na Wydziale Prawa Uniwersytetu Jagiellońskiego. W 1950 rozpoczął pracę w Dyrekcji Państwowych Zbiorów Sztuki na Wawelu, w 1957 został członkiem redakcji „Za i Przeciw”. Zawodowo zajmował się również pisarstwem (debiut książkowy 1961). Tematyka jego powieści odnosiła się w szczególności do okresu II wojny światowej.
Jako Jan Abramski i Ryszard Żywiecki wydawał od drugiej połowy lat 70. publikacje poświęcone zbrodni katyńskiej. Pseudonim został ułożony z imion i nazwisk pierwszej i ostatniej osoby wymienionych na jednej z opracowanych tzw. list katyńskich. Jako Ryszard Jan Żywiecki w 1979 podpisał także akt założycielski Konfederacji Polski Niepodległej.
W 1960 został członkiem Chrześcijańskiego Stowarzyszenia Społecznego, a następnie Unii Chrześcijańsko-Społecznej. Był radnym Wojewódzkiej Rady Narodowej w Krakowie, w latach 1983–1989 przewodniczył krakowskiej radzie Patriotycznego Ruchu Odrodzenia Narodowego, wchodził w skład jego Rady Krajowej, a w latach 1987–1989 był członkiem Komitetu Wykonawczego Rady Krajowej PRON. W latach 1986–1989 był członkiem Ogólnopolskiego Komitetu Grunwaldzkiego, należał również do Związku Literatów Polskich. W latach 1985–1989 był także członkiem prezydium Rady Społeczno-Gospodarczej przy Sejmie PRL.
W latach 1989–1991 sprawował mandat posła na Sejm kontraktowy z okręgu nowosądeckiego z puli UChS, w trakcie kadencji pełnił funkcję zastępcy przewodniczącego Komisji Administracji i Spraw Wewnętrznych. W 1991 bez powodzenia ubiegał się o reelekcję z listy Ruchu Chrześcijańsko-Społecznego Przymierze.
Autor ponad 20 książek i około 700 artykułów publicystycznych. Był mężem Ewy Śliwińskiej (1933–1980). Pochowany na cmentarzu Rakowickim (kwatera PAS 38/płd./po lewej Kwiecińskich).

## Wybrane publikacje
- Kazimierz Pułaski 1747–1779, 1967
- Dzień coraz krótszy… 1939, 1969
- Kartki z historii powstania wielkopolskiego, 1969
- Wrzesień pod Karpatami 1939, 1969
- Wejście w mrok, 1971
- Bitwa pod Oleszycami, 1972
- Przypadki jenerała wiceprezesa, 1972
- Gibraltarska katastrofa 1943, 1973
- Wyspy niezbyt samotne, 1975
- Karmazyny i sitarze, 1977
- Katyń (cykl), 1977
- Polka na francuskim tronie, 1978
- Rokosz, 1979
- Skrzydła z wosku, 1979
- Niebo i piekło, 1981
- Gry majowe. Pamiętnik spóźnionego, 1983
- Krakowskim szlakiem walk o niepodległość w latach 1768–1918, 1988

## Odznaczenia
- Krzyż Oficerski Orderu Odrodzenia Polski (1984)
- Srebrny Krzyż Zasługi (1969)
- Medal „Za zasługi dla obronności kraju” (1973)